# Eurobrico
Eurobrico Spa è un'azienda italiana operante nella grande distribuzione, specializzata in giardinaggio, arredo casa, riscaldamento e ventilazione, casalinghi, abbigliamento da lavoro, utensili manuali ed elettrici per il bricolage e il fai-da-te.

## Storia
Eurobrico viene fondata nel 1993 dai fratelli Paterno con l'apertura del primo negozio a Trento. Fin dagli esordi, l’azienda si distingue per la sua offerta nel settore del bricolage e del fai-da-te, con l’obiettivo di migliorare gli ambienti domestici e offrire soluzioni innovative ai propri clienti.
Negli anni successivi, l’azienda avvia una rapida espansione sul territorio nazionale, concentrandosi principalmente nell’area del Triveneto e della Lombardia. Tra il 1995 e il 2001 vengono inaugurati diversi punti vendita e parchi commerciali, consolidando la presenza del marchio e ampliando la base di clienti.
Nel 2002, per far fronte alla crescente domanda e migliorare la propria capacità logistica, Eurobrico inaugura una nuova sede amministrativa e una piattaforma logistica a Castel Ivano, in provincia di Trento. Questa struttura, con una superficie di 10.000 metri quadrati, viene dedicata alla gestione dei trasporti, alla logistica e all’importazione di prodotti, segnando un passo fondamentale nello sviluppo aziendale
Quattro anni dopo, nel 2006, viene aperto un punto vendita a Selvazzano Dentro. Questo negozio introduce un nuovo format di grande distribuzione, che porta Eurobrico ad avere negozi con superfici comprese tra i 1.500 e i 6.000 metri quadrati e una gamma di oltre 50.000 referenze disponibili sugli scaffali. Il format innovativo rappresenta un esempio di eccellenza nella strategia di vendita dell'azienda, che punta a soddisfare le diverse esigenze dei clienti attraverso un’ampia scelta di prodotti.
L’innovazione continua nel 2015 con investimenti nel commercio elettronico e l’apertura del sito eurobrico.com. Grazie alle postazioni wEB-Point l’offerta include gamme che altrimenti non sarebbero disponibili negli store per mancanza di spazio. Il catalogo vanta oltre 40.000 referenze, consentendo ai clienti di acquistare prodotti comodamente da casa, con consegne garantite su tutto il territorio italiano. Questa mossa segna l’ingresso di Eurobrico nel mercato digitale, rafforzando la sua competitività nel settore del bricolage e del fai-da-te.
Ad oggi, Eurobrico continua a evolversi, mantenendo saldi i suoi valori di qualità e innovazione, e confermandosi come uno dei principali player italiani nel settore della grande distribuzione specializzata nel bricolage e fai-da-te.

## Presenza sul territorio
Eurobrico ha la sua sede principale presso Castel Ivano e una rete capillare di punti vendita che si collocano nelle regioni del Triveneto. 
Ogni punto vendita si caratterizza per ampi spazi progettati per offrire un’esperienza d’acquisto completa, con aree espositive ben organizzate e un personale qualificato sempre pronto a soddisfare le esigenze dei clienti.
| Regione             | Negozi |
| ------------------- | ------ |
| Trentino Alto-Adige | 9      |
| Veneto              | 14     |

## Sponsor
Eurobrico, tra il 2019-2022, è stata sponsor GOLD della nota squadra Aquila Basket Trento. L’azienda, tramite il Gruppo Paterno, ha deciso di investire nella squadra credendo nell’importanza che lo sport ha per tutto il territorio trentino.